# Robert Campbell (homme politique canadien)
Pour les articles homonymes, voir Robert Campbell et Campbell.
Robert Campbell (20 mars 1818-14 juin 1887) est un homme politique canadien de l'Ontario. Il est député fédéral libéral de la circonscription ontarienne de Renfrew-Sud de 1882 jusqu'à son décès en fonction en 1887.

## Biographie
Né à Glen Urquhart (en) dans les Highlands en Écosse, Campbell immigre avec ses parents dans le Lochiel Township du comté de Glengarry dans le Haut-Canada. Il entre ensuite dans le commerce du bois et travaille comme gestionnaire pour John Egan (en) sur la rivière Bonnechère. Juge de paix et conseiller au conseil municipal d'Eganville (en). Il développe sa propre compagnie forestière avec son fils Robert Adam Campbell.
Défait en 1878, il est élu en 1882 et réélu en 1887. Campbell meurt en fonction en 1887.
Son fils, Robert Adam Campbell, est député libéral provincial de Renfrew-Sud de 1894 à 1899.